# NGC 2261
إن جي سي 2261 أو سديم هابل المتغير أو كالدويل 46 (بالإنجليزية:
NGC 2261 أو Hubble's Variable nebula
) هو سديم متغير يرى في اتجاه كوكبة وحيد القرن. ويضيؤه النجم «آر وحيد القرن» الذي لا يرى مباشرة.
سديم هابل المتغير سجله تلسكوب هابل الذي كان موجودا في مرصد بالومار وكان أو تصوير لهاذ التلسكوب، كان ذلك في يوم 26 يناير 1949، أي بعد نحو 20 عامًا بعد مشروع مرصد بالومار الذي بدأ في عام 1928. قام إدوين هابل بدراسة سديم إن جي سي 2261 من قبل من «مرصد يركيس» ومن مرصد مونت ويلسون.
أحد تفسيرات تغير هذا السديم أن السحب الغبارية الكثيفة الواقعة بالقرب من النجم «آر وحيد القرن» R mon , تحجب ضوء النجم بين الحين والآخر.

## وصلات خارجية
- European Homepage for the HST – Hubble photos and information on NGC 2261
- wikispaces.com – Images by amateur astronomers
- إن جي سي 2261 على موقع ويكي سكاي: DSS2, SDSS, GALEX, IRAS, Hydrogen α, X-Ray, Astrophoto, Sky Map, Articles and images